# Natalija Spark
Natalija Spark, slovenska tolmačka za slovenski znakovni jezik, psihosocialna svetovalka in prostovoljka, * 30. julij 1974, Ljubljana
Zaposlena je kot samostojna podjetnica z zasebno prakso psihosocialne pomoči in kot tolmačka za slovenski znakovni jezik. Kot prostovoljka je spremljevalka pri inPlaninec, ki deluje pod okriljem Planinske zveze Slovenije in omogoča osebam z vsemi vrstami invalidnosti osvajati gore na njim zmožen in prilagodljiv način.

## Življenjepis
Zaključni izpit je naredila na Srednji šoli za oblikovanje in fotografijo, smer modna oblikovalka. 
Leta 2000 je zaključila enoletno usposabljanje in pridobila naziv tolmačka slovenskega znakovnega jezika.
V šolskem letu 2006/07 je vpisala reden študij pedagogike/andragogike na Filozofski fakulteti, Univerze v Ljubljani, katerega je leta 2014 uspešno zaključila. Za diplomsko delo je prejela Prešernovo nagrado.
Vpisala se je na Fakulteto za uporabne družbene vede, smer psihosocialna pomoč. Študij je zaključila leta 2018.
Leta 2018 je odprla zasebno prakso NAOS, ki omogoča strankam komunikacijo tako v slovenskem jeziku, kot v slovenskem znakovnem jeziku - maternem jeziku gluhih oseb, kar je unikum v slovenskem prostoru. Temeljna modaliteta v procesu je kognitivna vedenjska terapija (KVT) v kombinaciji z ostalimi modalitetami.

## Drugo
Tolmači gledališke predstave. Prvič je na odru stala leta 2008, ko je Slovensko mladinsko gledališče pripravilo predstavo Hiša Marije Pomočnice, po Cankarjevem istoimenskem romanu. V okviru predsedovanja Evropski uniji so jo odigrali veleposlanikom evropskih držav in tudi gluhemu ter naglušnemu občinstvu. Igra v slovenskem jeziku je bila za tuje goste opremljena z nadnapisi v angleškem jeziku, medtem ko je Natalija Spark kot tolmačka slovenskega znakovnega jezika gluhim omogočila ogled v znakovnem jeziku. Drugič je tolmačila v dobrodelni monokomediji Ranka Babića Moška copata v Špas Teatru avgusta 2015, katere izkupiček je prejela moška reprezentanca gluhih košarkarjev in košarkarjev na invalidskih vozičkih. Sledile so še tolmačenje lutkovne predstave Žogica Marogica, gledališka klasika Županova Micka in muzikal Addamsovi.
Kot tolmačica slovenskega znakovnega jezika je ena izmed prejemnikov Jabolka navdiha, ki ga je podelil Predsednik Republike Slovenije Borut Pahor v sredo, 16. septembra 2020. Obrazložitev nagrade: v času epidemije COVID-19 so tolmači in tolmačice gluhim osebam zagotavljali pravico do pravočasne obveščenosti, povezane s stanjem epidemije in ključnimi ukrepi. S svojim prizadevnim in požrtvovalnim delom so poskrbeli, da je Slovenija ena izmed držav članic EU, ki dosledno upošteva Konvencijo o pravicah invalidov v času težkih razmer.
29.03 2021 je od revije Jana prejela naziv Slovenka leta 2020.
Leta 2022 je bila govornica na TEDxLjubljana s tematiko Pogum prevlada.